# 11517 Esteracuna
11517 Esteracuna eller 1991 EA4 är en asteroid i huvudbältet som upptäcktes den 12 mars 1991 av den belgiske astronomen Henri Debehogne vid La Silla-observatoriet. Den är uppkallad efter Maria Ester Acuna Castillo.
Asteroiden har en diameter på ungefär 10 kilometer och den tillhör asteroidgruppen Themis.